# San Bartolomeo estatico
San Bartolomeo estatico è un dipinto olio su tela di Carlo Ceresa conservato nel santuario di San Girolamo Emiliani, della frazione Somasca frazione di Vercurago, e fa parte della serie di cinque tele raffiguranti il santo e i quattro dottori delle Chiesa.

## Storia e Descrizione
(Donato Calvi- relazione «Collegio di Somasa e sua Chiesa»)

I Ceresa eseguì molte opere per la chiesa di Somasca, forse commissionate dai proprietari stessi del convento, i Chierici regolari di Somasca a cui fu annessa la chiesa resa parrocchiale da san Carlo Borromeo e ricostruita nei primi anni del Seicento. Le opere erano quindi conservate nella sagrestia fino al Settecento quando la chiesa sembrò essere poco adorna, e le pale furono quindi poste a coronamento del coro, prima d'essere adattare nella loro misura. Maironi da Ponte vide nel 1829 vide le opere nella chiesa e indicò il Ceresa come autore dei dottori ma descrivendo san Bartolomeo scrisse:
(Maironi da Ponte)
Successivamente il coro fu completato con un organo a canne, che pur essendo di valore copriva le tele.
Il dipinto è da inserirsi nel gruppo commissionato all'artista raffigurante i quattro padri della chiesa: san Gregorio Magno, san Gerolamo, sant'Ambrogio, e sant'Agostino. Particolare interessante è la presenza di due raffigurazioni del santo poste nella medesima tela.
La raffigurazione in primo piano, sul lato destro della tela, ci presenta il santo che indossa gli abiti dell'ordine agostiniano, con il pastorale  e un grande libro nella mano destra, mentre la sinistra la tiene aperta sul cuore. Accanto a lui un piccolo angelo gli porge la mitra vescovile, ma il santo non gli porge attenzione, il suo sguardo è estatico rivolto verso il cielo. La rappresentazione del santo in dialogo con il cielo. 
Il volto di Agostino è sereno e, la folta barba gli corona il volto che guarda il cielo da dove s'irradia una grande luce. Sul lato sinistro è raffigurato in una piccola apertura il suo martirio. 

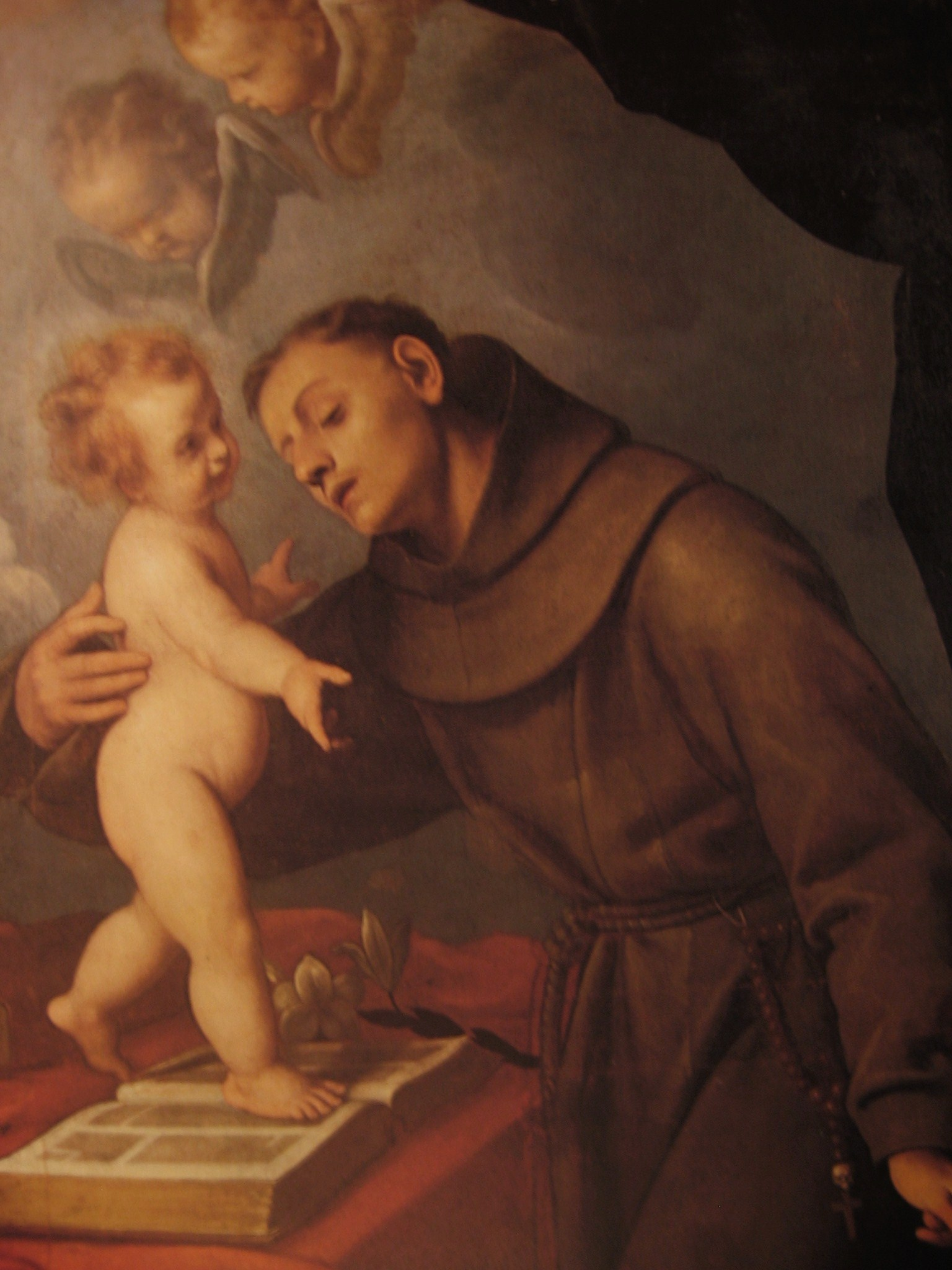
Carlo Ceresa - Sant'Antonio chiesa di San Giovanni Battista Villa d'Ogna

Il santo con l'abito bruno e violaceo posto in un ambiente brumoso, riprende nei toni delicati il dipinto conservato nella chiesa di San Giovanni di Villa d'Ogna.

## I dottori della Chiesa
Le tele non furono eseguite contemporaneamente, ma nell'arco di alcuni anni. Ogni quadro rappresenta il santo con un episodio riguardando la propria vita, posto in una finestra laterale.

Sant'Ambrogio è raffigurato nel suo studio e accanto a lui la sua immagine a cavallo che allontana gli eretici dalla sua città, questo presenta il medesimo schema di san Bartolomeo. San Gregorio Magno, dipinto con gli abiti papali e la ferula dove è posta la colomba bianca suo attributo, presenta accanto a lui un angioletto con la mitra e sul lato destro l'episodio collegato ai padri somaschi che gestivano la chiesa, con la Cena di San Gregorio che già il Veronese aveva raffigurato nel refettorio del santuario della Madonna di Monte Berico vicentino. L'evento racconta che san Gregorio ogni sera accoglieva alla sua mensa dodici poveri pellegrini, e una sera si trovò ad avere tredici pellegrini e uno di questi era il Cristo. La tela raffigurante san Girolamo lo raprpesenta genuflesso con los guardo rivolto in alto, sul lato sinistro una finestra che riprende l'immagine della sua visione, due angeli lo stanno fustigando avendo preferito la lettura delle prose di Cicerone che i libri sacri, visione che racconterà nel suo Epistola ad Eustochiam.
Sant'Agostino è raffigurato con gli abiti del suo ordine, sul lato sinistro in alto si apre una scena differente. Il santo si trova sulla riva del mare e di fronte a lui un piccolo angelo. Il dipinto riprende la narrazione dell'incontro di sant'Agostino, mentre cammina cercando di comprendere il mistero della Santissima Trinità, con un piccolo fanciullo che è intento a prendere l'acqua del mare per versarla in una buca. Il santo dice al Bambino che non riuscirà mai a svuotare il mare, ma il piccolo gli risponde che è più facile per lui svuotare il mare che per il santo risolvere il mistero della santissima Trinità.